# Війна гаргантюа
«Війна гаргантюа» («Чудовиська Франкенштейна: Санда проти Гайри»; яп. フランケンシュタインの怪獣サンダ対ガイラ, фуранкенсютайн но кайдзю санда тай ґайра) — японський фантастичний кайдзю-фільм режисера Ісіро Хонди, сиквел фільму «Франкенштейн проти Барагона». Це другий японський фільм про Франкенштейна і другий (третій, якщо враховувати альтернативне закінчення фільму «Франкенштейн проти Барагона») і останній фільм про Оодако. Сюжет фільму розгортається навколо битви двох велетнів — Санди та Гайри (до обох також застосовується термін «гаргантюа»), які народилися з радіаційних клітин Франкенштейна, вбитого в попередньому фільмі. Світова прем'єра фільму відбулася 31 липня 1966 року.
Фільм вийшов на DVD 9 вересня 2008 року.

## Сюжет
На початку фільму Гайра вбиває Оодако і нападає на рибальський човен. Єдиний вцілілий розповідає поліції та лікарям, що на їхній корабель напав Франкенштейн. Представники преси розпитують про це доктора Пола Стюарта та доктора Акемі Тогаву, які до того виховували дитинча Франкенштейна. Вони кажуть, що це не міг бути їхній вихованець, оскільки він був лагідний і добрий і до того ж жив в горах, а не в морі.
Гайра нападає на інший човен, в той час, як гід по горах розповідає, що бачив Франкенштейна в горах. Стюарт і Акемі знаходять гігантські сліди в горах, а їх колега, доктор Мадзіда, збирає зразки тканин з човна. Гайра виходить на сушу і нападає на аеропорт, де починає їсти людей. Після того, як сонце виходить з-за хмар, Гайра втікає. Мадзіда робить висновок, що Гайра чутливий до світла. Пізніше Гайра знову з'являється в Токіо, де його атакують військові. На допомогу йому приходить Санда, після чого вони обоє втікають.
Стюарт і Акемі роблять висновок, що Санда — це те дитинча Франкенштейна, яке вони знайшли в горах, а Гайра — його клон. Стюарт каже, що імовірно, що шматок шкіри Санди потрапив у море, де з'єднався з планктоном. А оскільки Франкенштейн вмів регенеруватися, шматок шкіри перетворився на Гайру. Пізніше на Стюарта, Акемі і туристів у лісі нападає Гайра. Вони втікають, але Акемі падає з виступу. Її рятує Санда. Пізніше Стюарт і Акемі намагаються переконати військових вбити лише Гайру, але вони не хочуть слухати. Дізнавшись, що Гайра їв людей, Санда нападає на нього. Гайра втікає від Санди і прямує до Токіо, адже тепер він розуміє, що світло означає наявність їжі.
Під час евакуації населення Гайра ледве не з'їдає Акемі, але її рятує Санда. Санда просить Гайру про мир, але той нападає на нього. Їхня битва починається в Токіо і продовжується в Токійській затоці. Армія допомагає Санді, але раптом починається виверження підводного вулкана, який поглинає обох монстрів. Мадзіда каже Стюарту і Акемі, що гаргантюа не могли вижити.

## Кайдзю
- Санда
- Гайра
- Оодако

## В ролях
- Расс Темблін — доктор Пол Стюарт
- Кумі Мідзуно — доктор Акемі Тогава
- Кендзі Сахара — доктор Юзо Мадзіда
- Нобуо Накамура — доктор Кіта
- Дзюн Тадзакі — командир армії
- Хісая Іто — шеф поліції Ізуміда
- Кіпп Гамільтон — співак у клубі
- Ю Секіда — Санда
- Харуо Накадзіма — Гайра

## В американському кінопрокаті
Міжнародна версія фільму була показана Toho в Гонконзі. У американському кінопрокаті фільм вийшов в 1970 році подвійно з фільмом «Монстер Зеро». В американському варіанті присутні кілька додаткових сцен, знятих за участю актора Расса Тембліна, через що фільм вийшов довшим на 2 хвилини.
Змінена американська версія фільму була випущена на домашнє відео компанією Gateway Home Video в 1992 році.